# Carschenna
 (juillet 2024).
Carschenna est un site d'art rupestre de plein-air situé sur les hauteurs de Sils im Domleschg, dans le canton des Grisons, en Suisse. Le terme « Carschen » dans le nom du lieu signifie « lune montante » en romanche, ce qui suggère que le lieu aurait pu avoir une signification rituelle.

## Situation
Les gravures rupestres de Carschenna sont situées sur une colline à l'est et au-dessus du bourg de Sils im Domleschg, au bord d'un précipice de plusieurs centaines de mètres de profondeur, à proximité d'un ancien chemin qui mène aux cols du Splügen et de San Bernardino. Le site est accessible depuis Thusis ou de la gare de Sils en une heure environ par un sentier de randonnée balisé.

## Historique
La colline de Carschenna servait autrefois de chemin muletier sur la rive droite du Rhin pour contourner ce qu'on appelle le « Trou Perdu », par le plus septentrional des deux passages franchissant la gorge de Viamala, immédiatement avant Ainsiis.
Les gravures rupestres ont été découvertes sous un tapis d'herbe en 1965 par un forestier, lors de la construction d'une ligne à haute tension. Elles ont été dégagées par une équipe du Musée rhétique de Coire. Dix rochers portant des figures ont d'abord été trouvés, puis, en 1984 et 1996, deux autres rochers ont été identifiés dans les environs (à Badugnas et Viaplana).

## Art rupestre
Dix rochers en partie arasés et polis par un glacier de la dernière période glaciaire présentent environ 200 figures gravées, parmi lesquelles on relève notamment des cercles concentriques avec une cupule centrale, des figures anthropomorphes et des images d'animaux, pas toujours clairement identifiables.
Parmi les autres figures, on peut noter un cavalier et des bêtes de somme avec une charge sur le dos, des chevaux, des pattes d'oie, des grilles et des symboles solaires.

## Datation
Les figures datent de différentes époques. Les cercles concentriques avec cupule centrale sont les plus anciennes. Celles-ci sont gravées dans la roche d'une manière attribuée à l'Âge du bronze et dateraient donc d'environ 1500 av. J.-C. Des figures plus récentes, datées de l'Âge du fer, comprenant notamment les chevaux, ont en certains endroits été surimposées sur les figures plus anciennes.

## Interprétation
L'archéologue suisse Urs Schwegler pense que les bergers, chasseurs et cueilleurs alpins préhistoriques sont les auteurs de ces gravures. Elles s'inscrivent dans le contexte d'autres découvertes similaires dans la région alpine.
Comme les ruines de l'église médiévale de Saint-Albin et l'église fortifiée du Hoch-Rialt, les dessins appartenaient peut-être à un sanctuaire en bord de route, où les voyageurs s'arrêtaient pour demander de l'aide aux puissances supérieures avant de traverser un danger ou pour les remercier ensuite.

## Musée
Des copies des gravures rupestres sont présentées au Musée rhétique, à Coire.

## Galerie

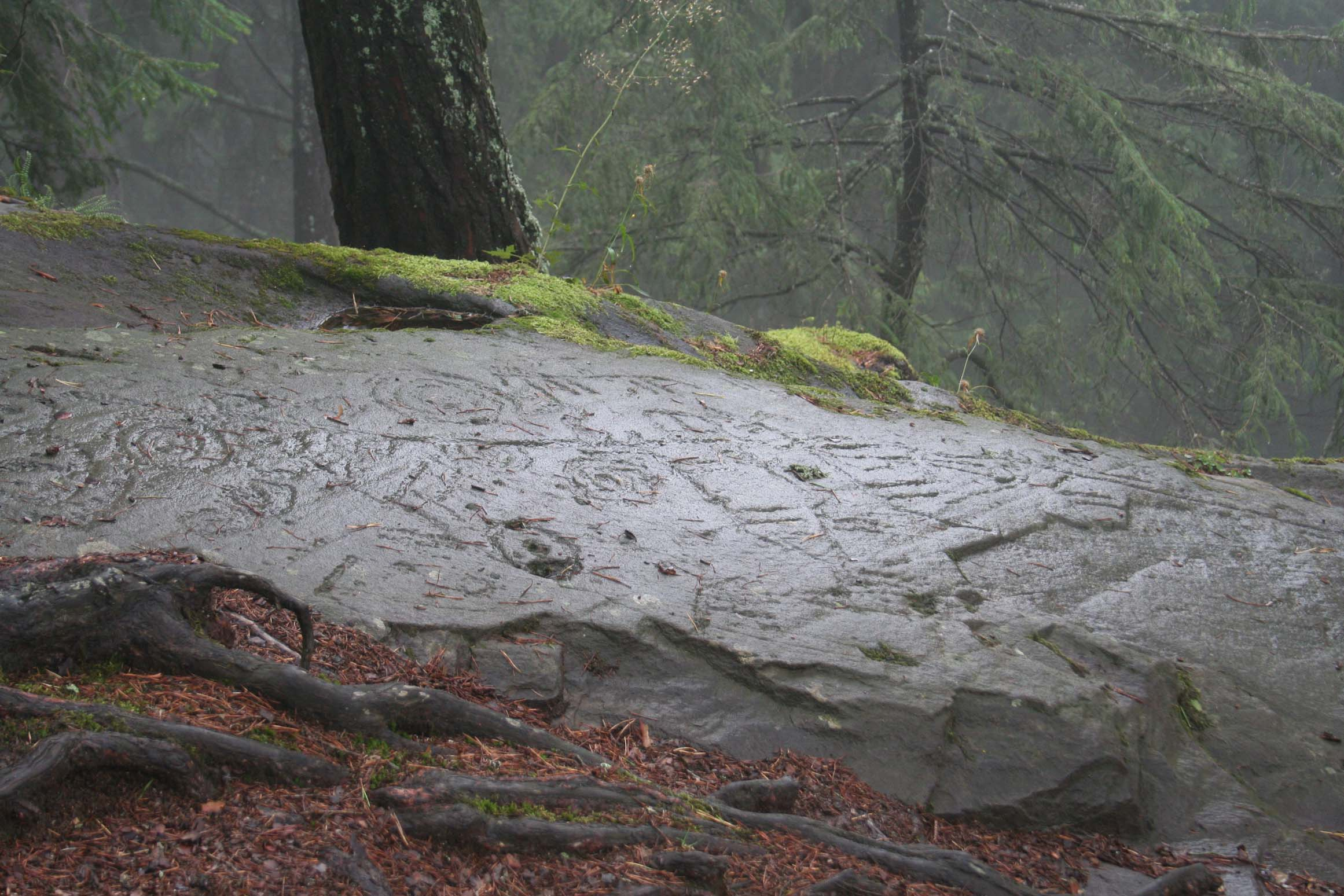
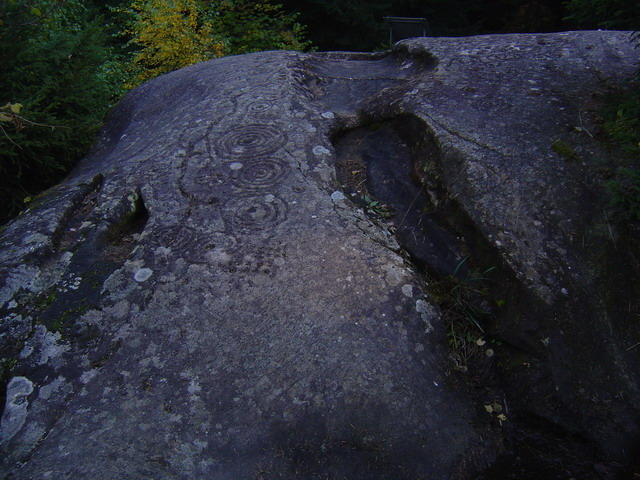
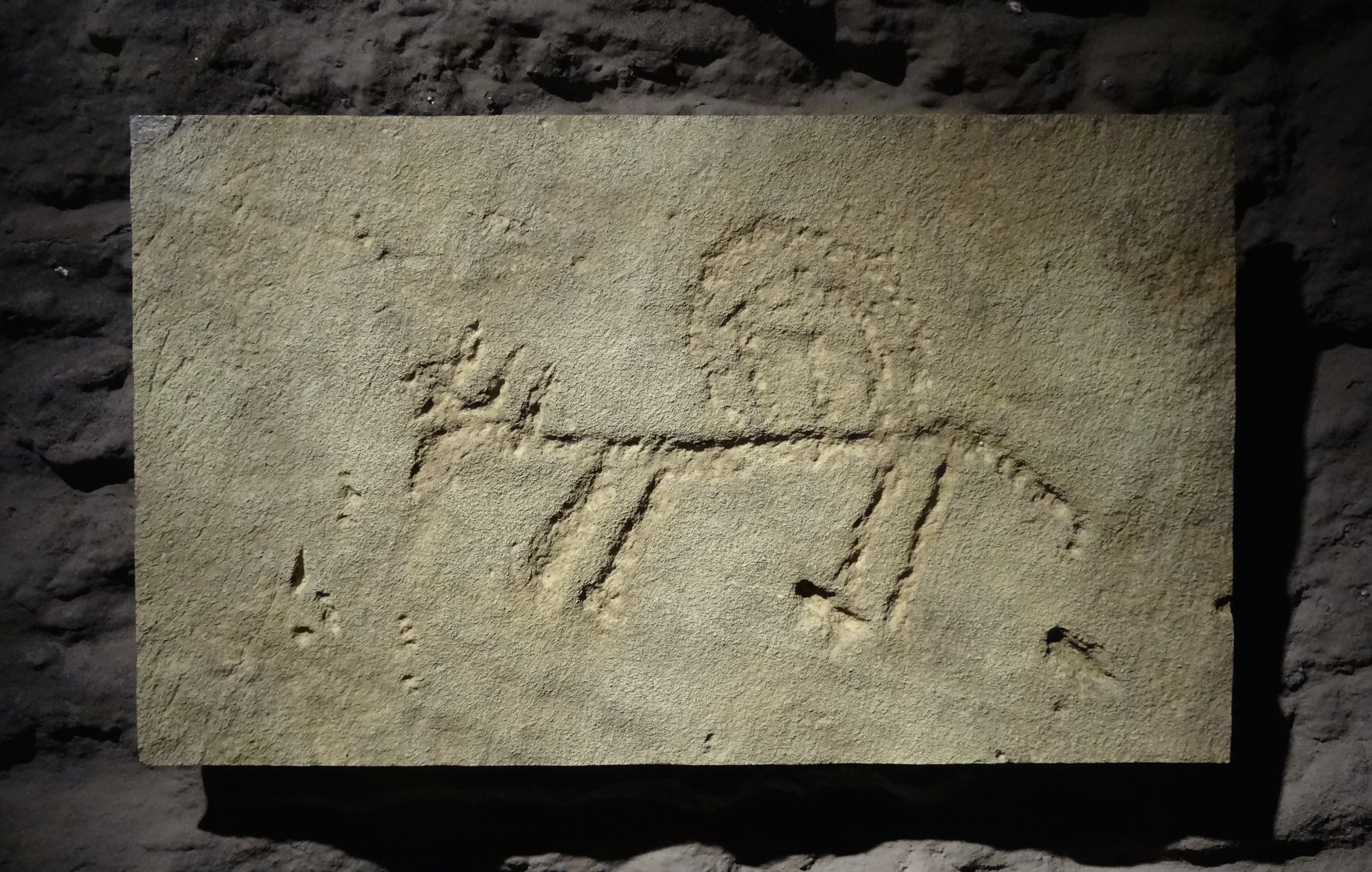
Animal quadrupède
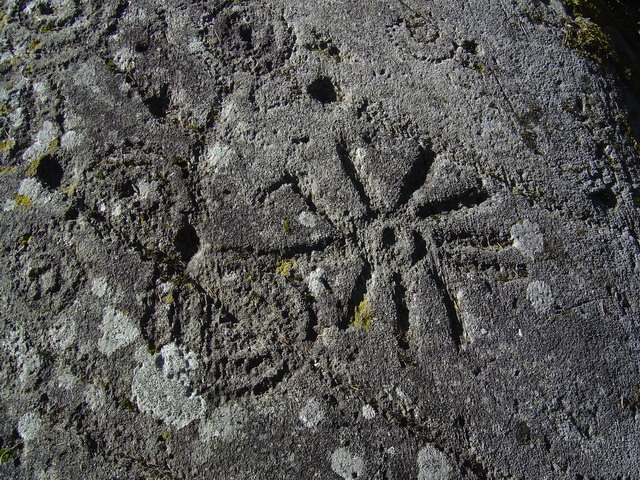
Figure solaire
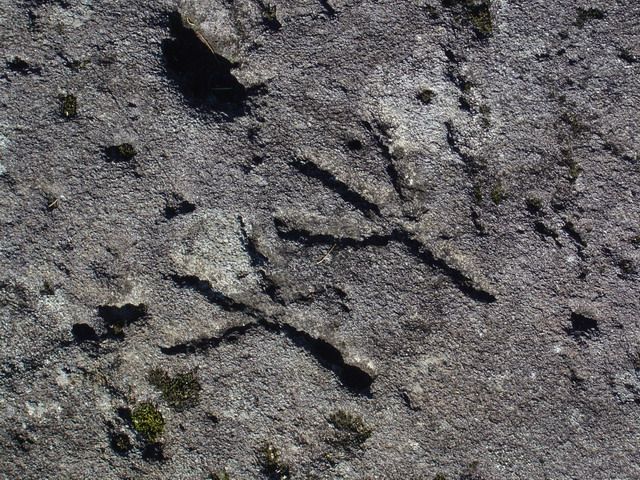
Pattes d'oie
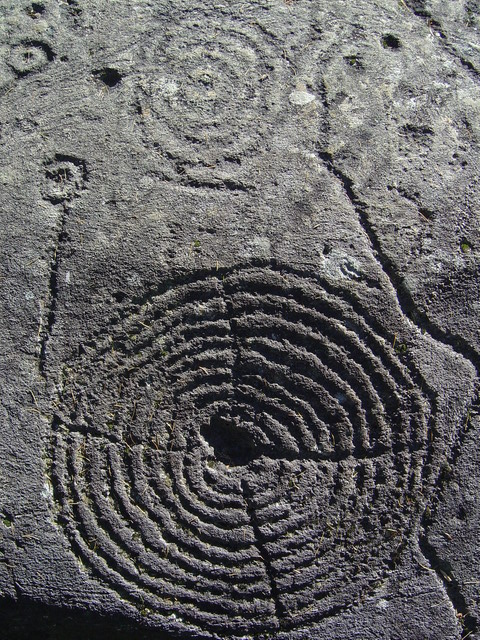
Cercles concentriques avec cupule centrale